# دونووان اسکات
دونووان اسکات (انگلیسی: Donovan Scott؛ زادهٔ ۲۹ سپتامبر ۱۹۴۶) یک هنرپیشه اهل ایالات متحده آمریکا است.

## فیلم‌شناسی
از فیلم‌ها یا برنامه‌های تلویزیونی که وی در آن نقش داشته است می‌توان به بهترین زمان، روانی ۳ و دانشکده پلیس اشاره کرد.